# BMW・M8 GTE

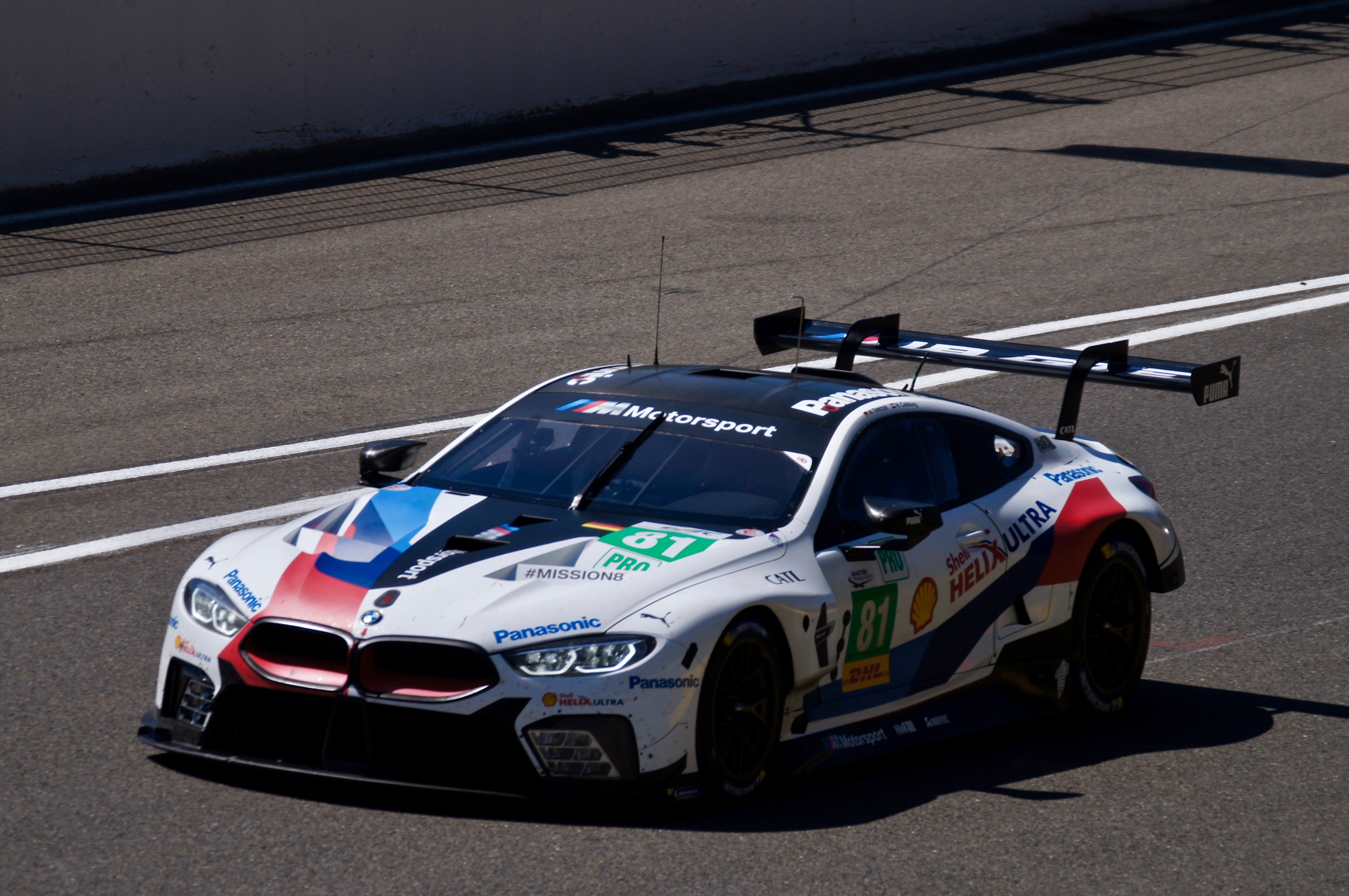
BMW・M8 GTE

BMW・M8 GTEは、ドイツの自動車メーカー、BMWによって製造されたレーシングカー（LM-GTE）である。 

## 歴史
2017年9月12日にドイツのフランクフルトモーターショーで発表された。2016年後半から開発され、M6 GTLMを2017年で終了し、M8 GTEに変更した。2018年シーズンのIMSAウェザーテックスポーツカー選手権とFIA WECでデビューを果たし、BMWモータースポーツは7年間の休止期間を経てル・マン24時間レースに復帰した。
2019年、第87回ル・マン24時間を最後に、WECでのワークス活動を終了すると発表した。

## 開発
BMWは、2016年半ばにM8 GTEの開発、設計、および生産を開始した。最初のシャーシは2017年6月に組み立てられ、最初の車両は7月に完成した。M8 GTEは、BMW Motorsportが既存の設計に基づくのではなく、LM-GTE公認車両としてゼロから製造した最初の車。

## 技術的特徴
BMW M8 GTEプログラムは、コンポーネントのラピッドプロトタイピングや、トランスミッション、ドライブシャフト、アクスルアセンブリを単一のユニットに統合し、マスフロントのバランスをとるトランスアクスルなど、いくつかの最先端のテクノロジーとコンセプトを利用している。
M8 GTEは、フロントミッド搭載のBMW P63/1 V型8気筒ツインターボエンジン。592馬力を発生する。

## ギャラリー

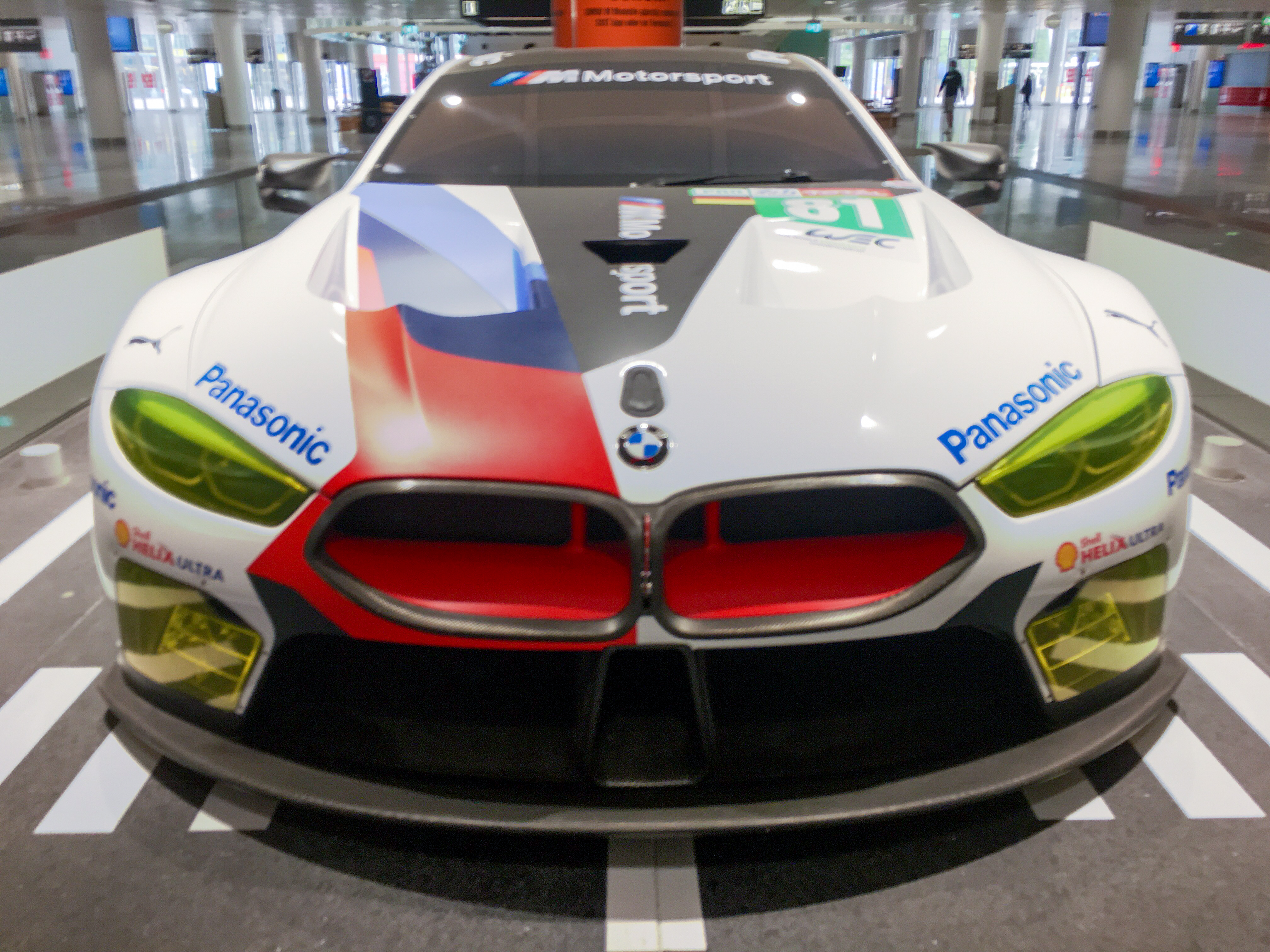
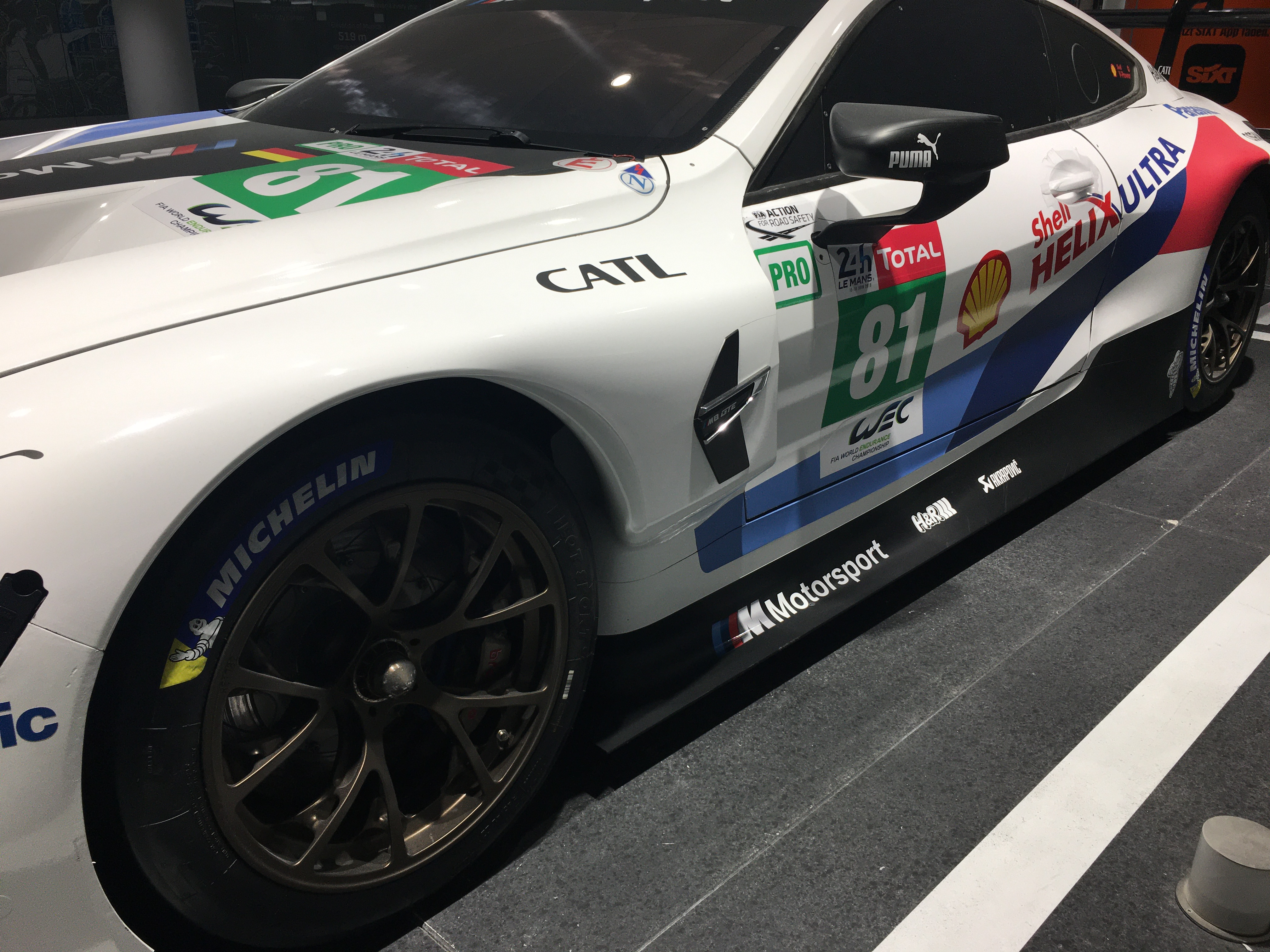
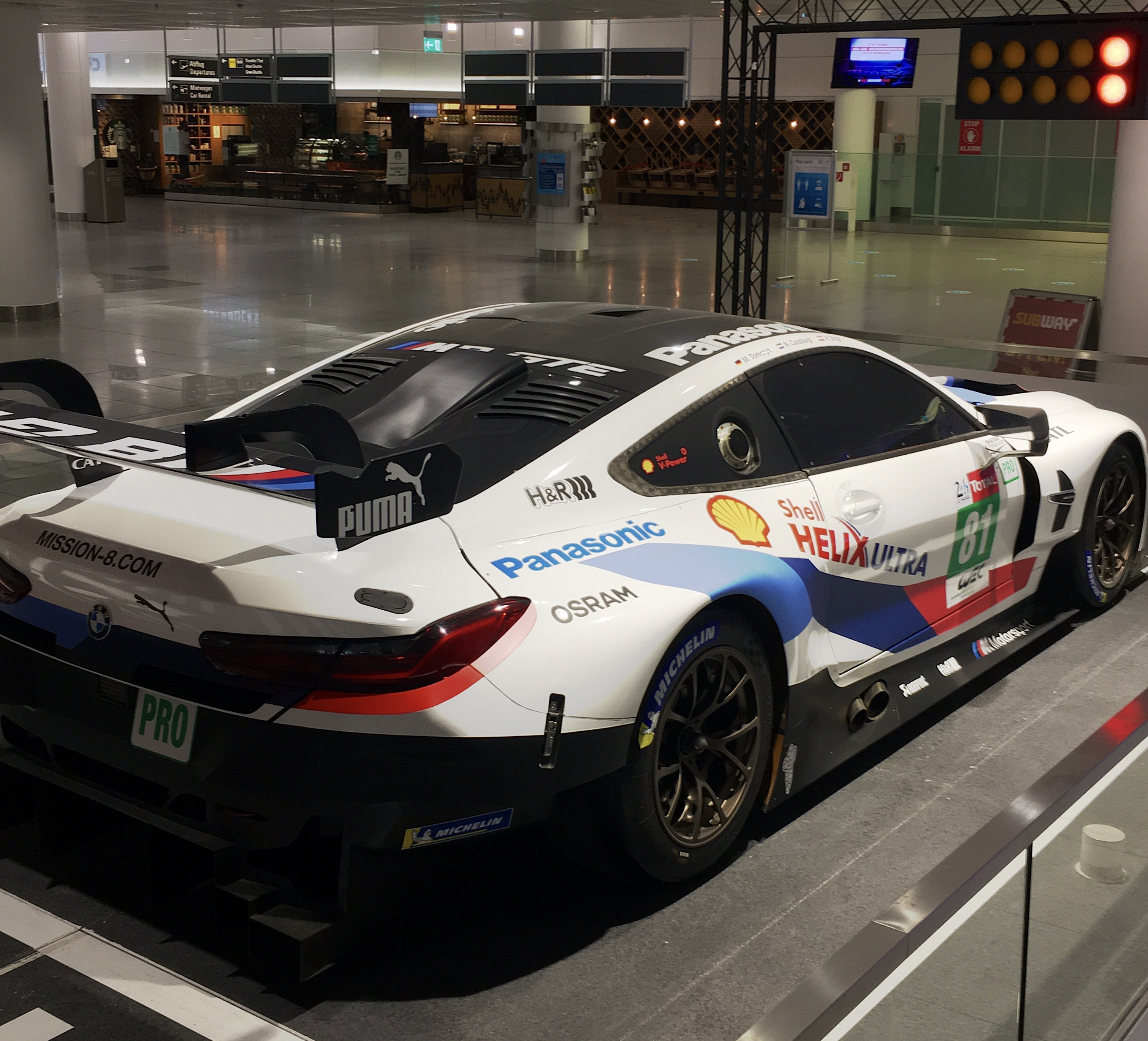
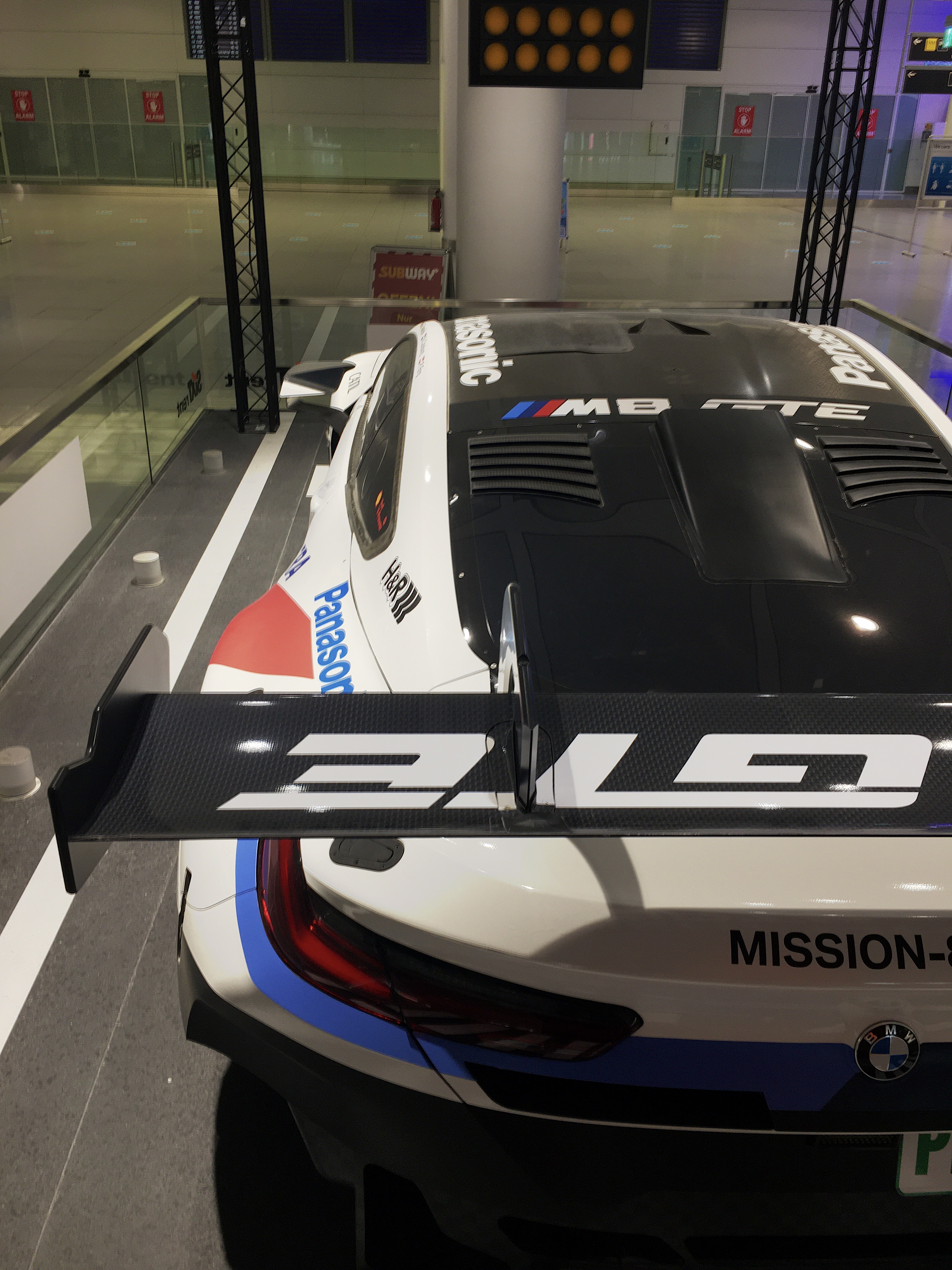
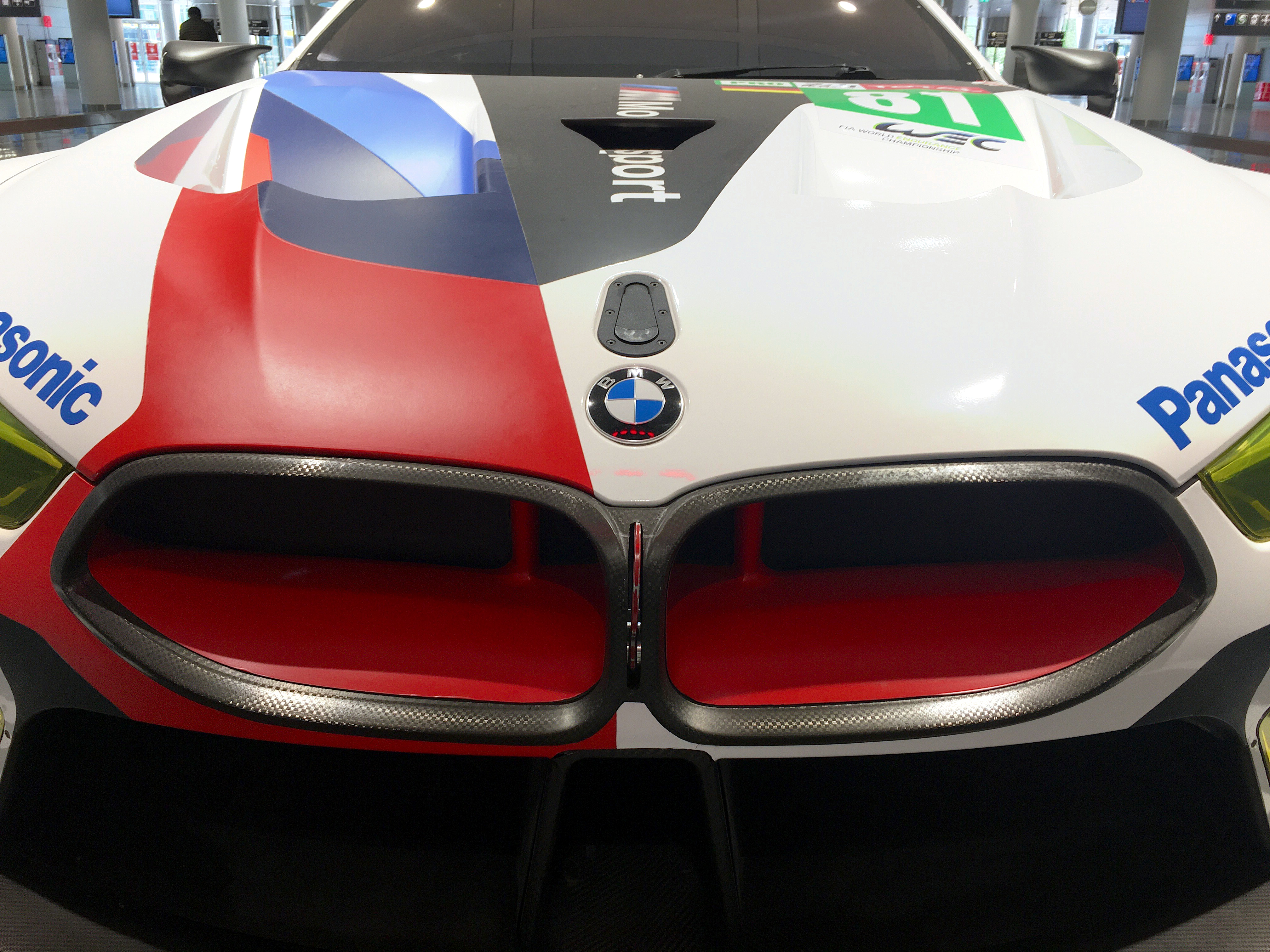
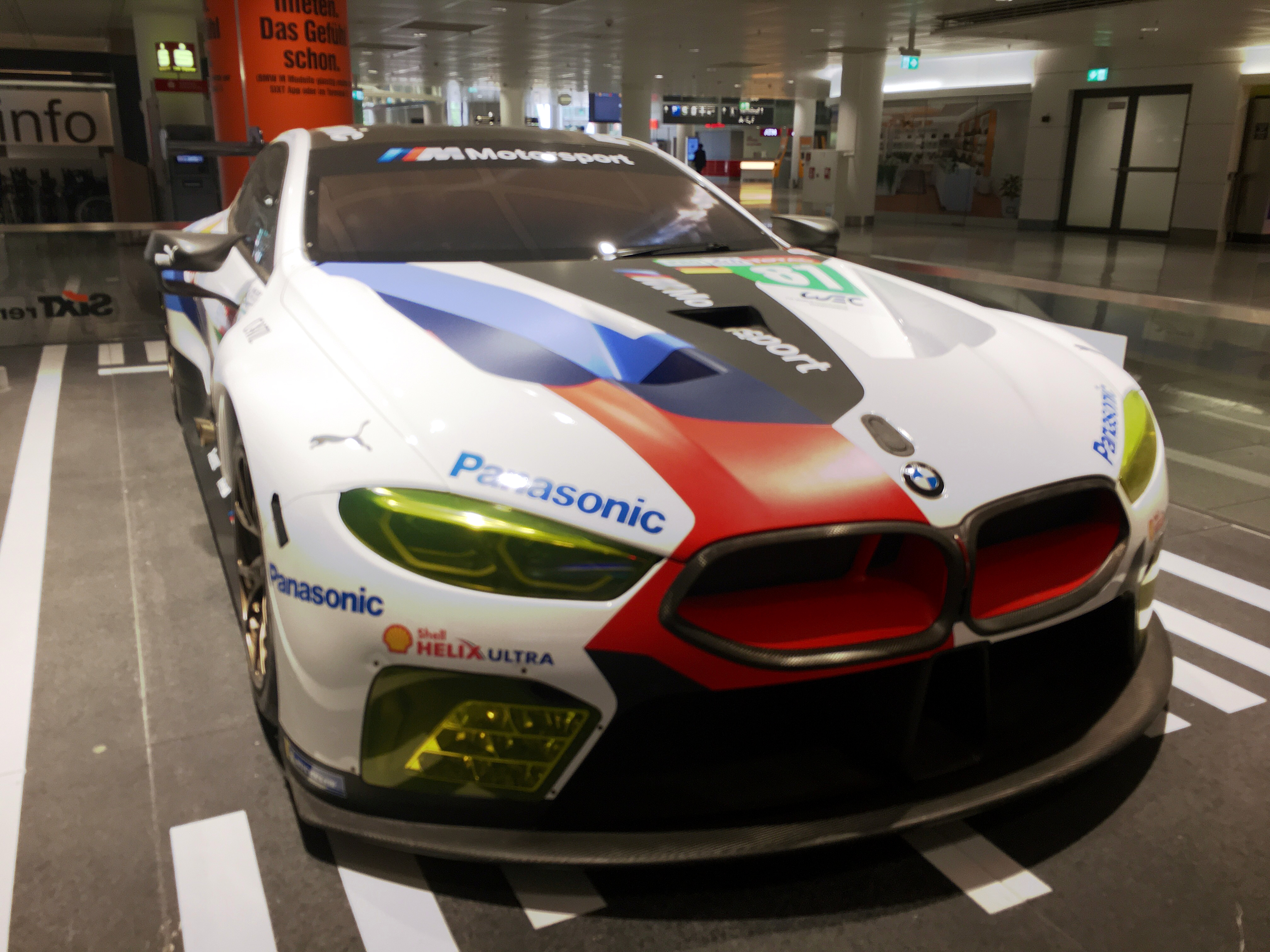
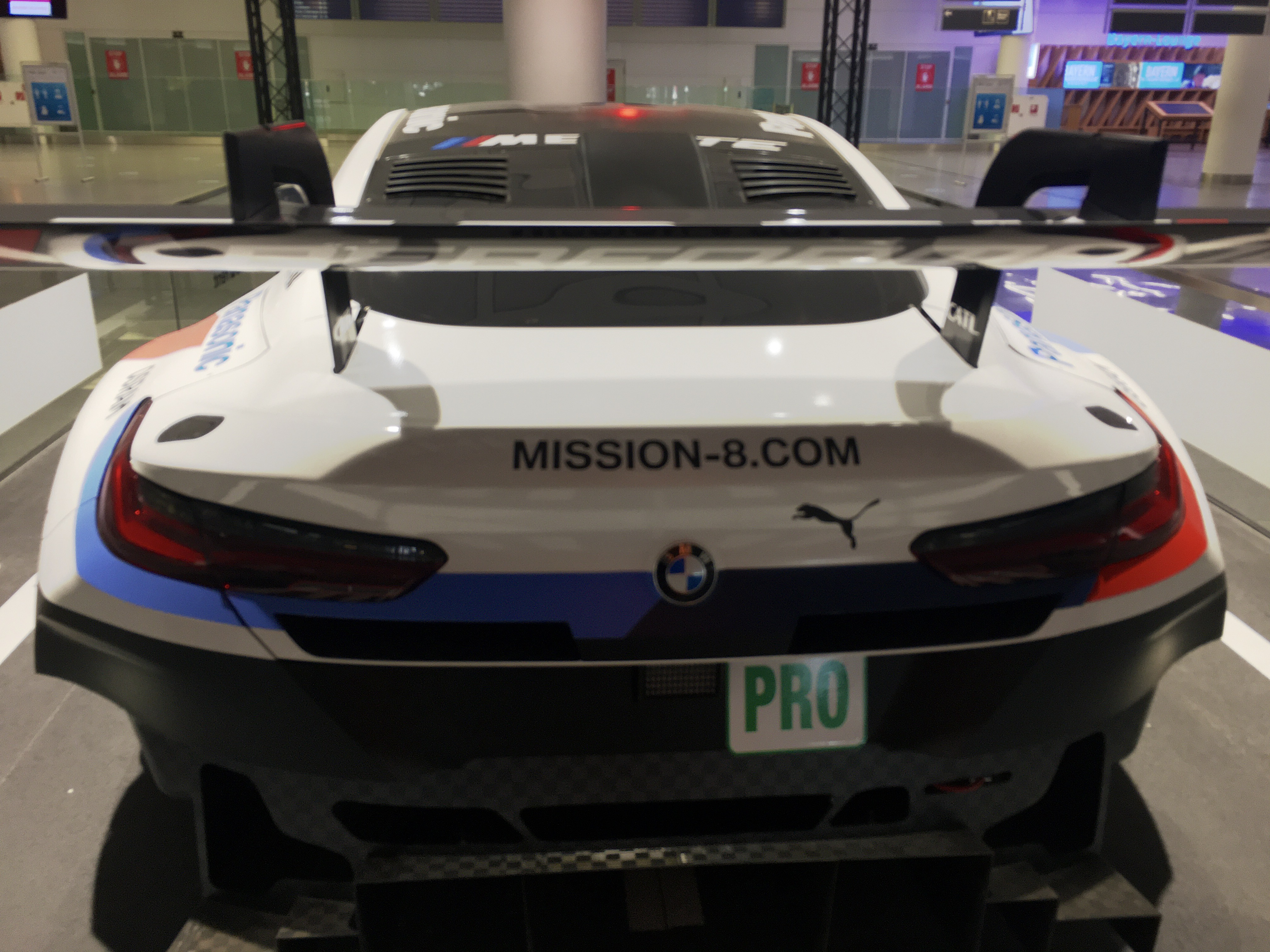